# CAF Confederation Cup 2018
Der CAF Confederation Cup 2018 (aus Sponsorengründen auch Total CAF Confederation Cup 2018 genannt) ist die 15. Spielzeit des zweitwichtigsten afrikanischen Wettbewerbs für Vereinsmannschaften im Fußball unter dieser Bezeichnung. Die Saison begann mit der Vorrunde am 9. Februar 2018 und wird mit den Finalspielen im November und Dezember 2018 enden. Titelverteidiger ist der aus der Demokratischen Republik Kongo stammende Verein Tout Puissant Mazembe.
Der Sieger des Wettbewerbs qualifiziert sich für den CAF Super Cup.

## Vorrunde
Die Auslosung fand am 13. Dezember 2017 statt. Die Hinspiele wurden vom 9. bis zum 11. Februar, die Rückspiele am 20. und 21. Februar 2018 ausgetragen.
|                           | Gesamt          |                            | Hinspiel | Rückspiel |
| ------------------------- | --------------- | -------------------------- | -------- | --------- |
| Atlético Petróleos Luanda | 5:0             | Masters Security FC        | 5:0      | 0:0       |
| Young Buffaloes           | 0:2             | Cape Town City FC          | 0:1      | 0:1       |
| Costa do Sol              | 2:0             | Jwaneng Galaxy             | 1:0      | 1:0       |
| Energie Sport FC          | 2:1             | Hafia FC                   | 1:0      | 1:1       |
| APR FC                    | 6:1             | Anse Réunion               | 4:0      | 2:1       |
| Djoliba AC                | 1 w/o 1         | ELWA United                | —        | —         |
| AFC Leopards              | (a)1:1(a)       | Fosa Juniors               | 1:1      | 0:0       |
| Ngazi Sport de Mirontsi   | 2:5             | AS Port-Louis 2000         | 1:1      | 1:4       |
| AS Mangasport             | 1:2             | AS Maniema Union           | 0:1      | 1:1       |
| Olympique Star            | 1:0             | Étoile Filante Ouagadougou | 0:0      | 1:0       |
| New Star de Douala        | (a)2:2(a)       | Deportivo Niefang          | 2:1      | 0:1       |
| AS Tanda                  | 0:1             | CS La Mancha               | 0:0      | 0:1       |
| Akwa United               | 3:2             | Hawks Banjul               | 1:2      | 2:0       |
| al-Ittihad                | 4:0             | Sahel SC                   | 1:0      | 3:0       |
| US Ben Guerdane           | 2 w/o 2         | al-Hilal Juba              | —        | —         |
| Asante Kotoko SC          | 1:1 (6:7 i. E.) | CARA Brazzaville           | 1:0      | 0:1       |
| Onze Créateurs            | 1:3             | CR Belouizdad              | 1:1      | 0:2       |
| al-Masry                  | 5:2             | Green Buffaloes            | 4:0      | 1:2       |
| Simba SC                  | 5:0             | Gendarmerie Nationale      | 4:0      | 1:0       |
| RS Berkane                | 3:2             | Mbour Petite-Côte FC       | 2:1      | 1:1       |
| Africa Sports National    | 1:2             | FC Nouadhibou              | 1:1      | 0:1       |
| Zimamoto FC               | 1:2             | Welayta Dicha              | 1:1      | 0:1       |

Anmerkungen

## Erste Runde
Die Auslosung fand am 13. Dezember 2017 statt. Die Hinspiele wurden am 6. und 7. März, die Rückspiele vom 16. bis zum 18. März 2018 ausgetragen.
|                           | Gesamt          |                     | Hinspiel | Rückspiel |
| ------------------------- | --------------- | ------------------- | -------- | --------- |
| Atlético Petróleos Luanda | 1:2             | SuperSport United   | 0:0      | 1:2       |
| Costa do Sol              | (a)2:2(a)       | Cape Town City FC   | 0:1      | 2:1       |
| Energie Sport FC          | 2:5             | FC Enyimba          | 0:2      | 2:3       |
| Djoliba AC                | (a)2:2(a)       | APR FC              | 1:0      | 1:2       |
| AS Port-Louis 2000        | 0:3             | Fosa Juniors        | 0:2      | 0:1       |
| AS Maniema Union          | (a)3:3(a)       | USM Algier          | 2:2      | 1:1       |
| Olympique Star            | 0:6             | al-Hilal al-Ubayyid | 0:0      | 0:6       |
| DC Motema Pembe           | 1:2             | Deportivo Niefang   | 1:1      | 0:1       |
| CS La Mancha              | 4:2             | Al-Ahly Shendi      | 3:0      | 1:2       |
| al-Ittihad                | 1:1 (2:3 i. E.) | Akwa United         | 1:0      | 0:1       |
| CARA Brazzaville          | 4:3             | US Ben Guerdane     | 3:0      | 1:3       |
| CR Belouizdad             | 3:1             | Nkana FC            | 3:0      | 0:1       |
| Simba SC                  | (a)2:2(a)       | al-Masry            | 2:2      | 0:0       |
| RS Berkane                | 4:1             | Club Africain Tunis | 3:1      | 1:0       |
| Raja Casablanca           | 5:3             | FC Nouadhibou       | 1:1      | 4:2       |
| Welayta Dicha             | 3:3 (4:3 i. E.) | al Zamalek SC       | 2:1      | 1:2       |

## Zweite Runde
Die Auslosung fand am 21. März 2018 statt. Dabei wurde je ein Sieger der ersten Runde gegen einen Unterlegenen der ersten Runde der Champions League gelost, wobei die Vereine des CAF Confederation Cups im Rückspiel Heimreicht hatten. Die Hinspiele wurden vom 6. bis zum 8. April, die Rückspiele am 17. und 18. April 2018 ausgetragen.
|                   | Gesamt          |                     | Hinspiel | Rückspiel |
| ----------------- | --------------- | ------------------- | -------- | --------- |
| Zanaco FC         | 0:5             | Raja Casablanca     | 0:2      | 0:3       |
| AS Vita Club      | 6:1             | CS La Mancha        | 1:0      | 5:1       |
| Saint-George SA   | 1:1 (3:4 i. E.) | CARA Brazzaville    | 1:0      | 0:1       |
| al-Hilal Khartum  | (a)3:3(a)       | Akwa United         | 2:0      | 1:3       |
| Gor Mahia FC      | (a)2:2(a)       | SuperSport United   | 1:0      | 1:2       |
| UD Songo          | 4:3             | al-Hilal al-Ubayyid | 3:1      | 1:2       |
| Plateau United    | 2:5             | USM Algier          | 2:1      | 0:4       |
| Bidvest Wits      | (a)1:1(a)       | FC Enyimba          | 1:1      | 0:0       |
| Aduana Stars      | 7:3             | Fosa Juniors        | 6:1      | 1:2       |
| Young Africans SC | 2:1             | Welayta Dicha       | 2:0      | 0:1       |
| Génération Foot   | (a)3:3(a)       | RS Berkane          | 3:1      | 0:2       |
| CF Mounana        | 2:3             | al-Masry            | 1:1      | 1:2       |
| ASEC Mimosas      | 1:0             | CR Belouizdad       | 1:0      | 0:0       |
| Williamsville AC  | 3:2             | Deportivo Niefang   | 2:0      | 1:2       |
| MFM FC            | 0:1             | Djoliba AC          | 0:1      | 0:0       |
| Rayon Sports      | 3:2             | Costa do Sol        | 3:0      | 0:2       |

## Gruppenphase
Die Gruppenauslosung fand am 21. April 2018 in der ägyptischen Hauptstadt Kairo statt. Die 16 Sieger der zweiten Runde wurden in zwei Lostöpfe eingeteilt und zu vier Gruppen mit jeweils vier Mannschaften gelost. Gesetzt wurden die Mannschaften nach ihren Ergebnissen in den CAF-Wettbewerben der letzten fünf Spielzeiten (CAF-Fünfjahreswertung). Die Gruppensieger und -zweiten qualifizieren sich für das Viertelfinale, die Dritt- und Viertplatzierten scheiden aus dem Wettbewerb aus. Bei Punktgleichheit zweier oder mehrerer Mannschaften wird die Platzierung durch folgende Kriterien ermittelt:
1. Anzahl Punkte im direkten Vergleich
2. Tordifferenz im direkten Vergleich
3. Anzahl Tore im direkten Vergleich
4. Anzahl Auswärtstore im direkten Vergleich
5. Wenn nach der Anwendung der Kriterien 1 bis 4 immer noch mehrere Mannschaften denselben Tabellenplatz belegen, werden die Kriterien 1 bis 4 erneut angewendet, jedoch ausschließlich auf die Direktbegegnungen der betreffenden Mannschaften. Sollte auch dies zu keiner definitiven Platzierung führen, werden die Kriterien 6 bis 9 angewendet.
6. Tordifferenz aus allen Gruppenspielen
7. Anzahl Tore in allen Gruppenspielen
8. Anzahl Auswärtstore in allen Gruppenspielen
9. Losziehung

### Gruppe A
| Pl. | Verein          | Sp. | S | U | N | Tore    | Diff. | Punkte |
| --- | --------------- | --- | - | - | - | ------- | ----- | ------ |
| 1.  | Raja Casablanca | 6   | 3 | 2 | 1 | 014:500 | +9    | 11     |
| 2.  | AS Vita Club    | 6   | 3 | 1 | 2 | 008:500 | +3    | 10     |
| 3.  | ASEC Mimosas    | 6   | 3 | 0 | 3 | 006:800 | −2    | 09     |
| 4.  | Aduana Stars    | 6   | 1 | 1 | 4 | 005:150 | −10   | 04     |

| 6. Mai 2018     |     |                 |                              |
| ASEC Mimosas    | 1:0 | Aduana Stars    | Stade Félix Houphouët-Boigny |
| Raja Casablanca | 0:0 | AS Vita Club    | Stade Mohammed V             |
| 16. Mai 2018    |     |                 |                              |
| AS Vita Club    | 3:1 | ASEC Mimosas    | Stade des Martyrs            |
| Aduana Stars    | 3:3 | Raja Casablanca | Agyeman Badu Stadium         |
| 18. Juli 2018   |     |                 |                              |
| Aduana Stars    | 2:1 | AS Vita Club    | Agyeman Badu Stadium         |
| ASEC Mimosas    | 0:1 | Raja Casablanca | Stade Félix Houphouët-Boigny |
| 29. Juli 2018   |     |                 |                              |
| AS Vita Club    | 2:0 | Aduana Stars    | Stade des Martyrs            |
| Raja Casablanca | 4:0 | ASEC Mimosas    | Stade Mohammed V             |
| 19. August 2018 |     |                 |                              |
| Aduana Stars    | 0:2 | ASEC Mimosas    | Agyeman Badu Stadium         |
| AS Vita Club    | 2:0 | Raja Casablanca | Stade des Martyrs            |
| 29. August 2018 |     |                 |                              |
| ASEC Mimosas    | 2:0 | AS Vita Club    | Stade Félix Houphouët-Boigny |
| Raja Casablanca | 6:0 | Aduana Stars    | Stade Mohammed V             |

### Gruppe B
| Pl. | Verein           | Sp. | S | U | N | Tore    | Diff. | Punkte |
| --- | ---------------- | --- | - | - | - | ------- | ----- | ------ |
| 1.  | RS Berkane       | 6   | 4 | 1 | 1 | 007:200 | +5    | 13     |
| 2.  | al-Masry         | 6   | 3 | 3 | 0 | 007:200 | +5    | 12     |
| 3.  | UD Songo         | 6   | 0 | 3 | 3 | 005:100 | −5    | 03     |
| 4.  | al-Hilal Khartum | 6   | 0 | 3 | 3 | 004:900 | −5    | 03     |

| 6. Mai 2018      |     |                  |                            |
| RS Berkane       | 1:0 | al-Hilal Khartum | Stade Municipal de Berkane |
| al-Masry         | 2:0 | UD Songo         | Port-Said-Stadion          |
| 16. Mai 2018     |     |                  |                            |
| UD Songo         | 0:2 | RS Berkane       | Estádio do Ferroviário     |
| al-Hilal Khartum | 1:1 | al-Masry         | al-Hilal Stadion           |
| 18. Juli 2018    |     |                  |                            |
| al-Hilal Khartum | 2:2 | UD Songo         | al-Hilal Stadion           |
| RS Berkane       | 0:0 | al-Masry         | Stade Municipal de Berkane |
| 29. Juli 2018    |     |                  |                            |
| UD Songo         | 1:1 | al-Hilal Khartum | Estádio do Ferroviário     |
| al-Masry         | 1:0 | RS Berkane       | Port-Said-Stadion          |
| 19. August 2018  |     |                  |                            |
| UD Songo         | 1:1 | al-Masry         | Estádio do Ferroviário     |
| al-Hilal Khartum | 0:2 | RS Berkane       | al-Hilal Stadion           |
| 29. August 2018  |     |                  |                            |
| RS Berkane       | 2:1 | UD Songo         | Stade Municipal de Berkane |
| al-Masry         | 2:0 | al-Hilal Khartum | Port-Said-Stadion          |

### Gruppe C
| Pl. | Verein           | Sp. | S | U | N | Tore    | Diff. | Punkte |
| --- | ---------------- | --- | - | - | - | ------- | ----- | ------ |
| 1.  | FC Enyimba       | 6   | 4 | 0 | 2 | 005:500 | ±0    | 12     |
| 2.  | CARA Brazzaville | 6   | 3 | 0 | 3 | 007:500 | +2    | 09     |
| 3.  | Williamsville AC | 6   | 2 | 2 | 2 | 005:500 | ±0    | 08     |
| 4.  | Djoliba AC       | 6   | 1 | 2 | 3 | 003:500 | −2    | 05     |

| 6. Mai 2018      |     |                  |                                 |
| FC Enyimba       | 2:0 | Djoliba AC       | U. J. Esuene Stadium            |
| Williamsville AC | 1:0 | CARA Brazzaville | Stade Félix Houphouët-Boigny    |
| 16. Mai 2018     |     |                  |                                 |
| CARA Brazzaville | 3:0 | FC Enyimba       | Stadion Alphonse Massemba-Débat |
| Djoliba AC       | 1:1 | Williamsville AC | Stade Modibo Keïta              |
| 18. Juli 2018    |     |                  |                                 |
| FC Enyimba       | 1:0 | Williamsville AC | Adokiye Amiesimaka Stadium      |
| Djoliba AC       | 2:0 | CARA Brazzaville | Stade Modibo Keïta              |
| 29. Juli 2018    |     |                  |                                 |
| CARA Brazzaville | 1:0 | Djoliba AC       | Stadion Alphonse Massemba-Débat |
| Williamsville AC | 2:0 | FC Enyimba       | Stade Robert Champroux          |
| 19. August 2018  |     |                  |                                 |
| CARA Brazzaville | 3:1 | Williamsville AC | Stadion Alphonse Massemba-Débat |
| Djoliba AC       | 0:1 | FC Enyimba       | Stade Modibo Keïta              |
| 29. August 2018  |     |                  |                                 |
| FC Enyimba       | 1:0 | CARA Brazzaville | Enyimba-International-Stadion   |
| Williamsville AC | 0:0 | Djoliba AC       | Stade Félix Houphouët-Boigny    |

### Gruppe D
| Pl. | Verein            | Sp. | S | U | N | Tore    | Diff. | Punkte |
| --- | ----------------- | --- | - | - | - | ------- | ----- | ------ |
| 1.  | USM Algier        | 6   | 3 | 2 | 1 | 010:500 | +5    | 11     |
| 2.  | Rayon Sports      | 6   | 2 | 3 | 1 | 006:500 | +1    | 09     |
| 3.  | Gor Mahia FC      | 6   | 2 | 2 | 2 | 010:700 | +3    | 08     |
| 4.  | Young Africans SC | 6   | 1 | 1 | 4 | 004:130 | −9    | 04     |

| 6. Mai 2018       |     |                   |                                  |
| Rayon Sports      | 1:1 | Gor Mahia FC      | Stade Régional Nyamirambo        |
| USM Algier        | 4:0 | Young Africans SC | Stade 5 Juillet 1962             |
| 16. Mai 2018      |     |                   |                                  |
| Young Africans SC | 0:0 | Rayon Sports      | Benjamin-Mkapa-Nationalstadion   |
| Gor Mahia FC      | 0:0 | USM Algier        | Moi International Sports Complex |
| 18. Juli 2018     |     |                   |                                  |
| Gor Mahia FC      | 4:0 | Young Africans SC | Moi International Sports Complex |
| Rayon Sports      | 1:2 | USM Algier        | Stade Régional Nyamirambo        |
| 29. Juli 2018     |     |                   |                                  |
| Young Africans SC | 2:3 | Gor Mahia FC      | Benjamin-Mkapa-Nationalstadion   |
| USM Algier        | 1:1 | Rayon Sports      | Stade Mustapha Tchaker           |
| 19. August 2018   |     |                   |                                  |
| Gor Mahia FC      | 1:2 | Rayon Sports      | Moi International Sports Complex |
| Young Africans SC | 2:1 | USM Algier        | Benjamin-Mkapa-Nationalstadion   |
| 29. August 2018   |     |                   |                                  |
| Rayon Sports      | 1:0 | Young Africans SC | Stade Régional Nyamirambo        |
| USM Algier        | 2:1 | Gor Mahia FC      | Stade 5 Juillet 1962             |

## Finalrunde

### Viertelfinale
Die Auslosung fand am 3. September 2018 statt. Es traf je ein Gruppenzweiter auf einen Gruppensieger einer anderen Gruppe, wobei die Gruppensieger das Hinspiel zunächst auswärts bestritten. Die Hinspiele wurden am 16. September, die Rückspiele am 23. September 2018 ausgetragen.
|                  | Gesamt |                 | Hinspiel | Rückspiel |
| ---------------- | ------ | --------------- | -------- | --------- |
| Rayon Sports     | 1:5    | FC Enyimba      | 0:0      | 1:5       |
| CARA Brazzaville | 1:3    | Raja Casablanca | 1:2      | 0:1       |
| al-Masry         | 2:0    | USM Algier      | 1:0      | 1:0       |
| AS Vita Club     | 4:2    | RS Berkane      | 3:1      | 1:1       |

### Halbfinale
Die Hinspiele wurden am 3. Oktober, die Rückspiele am 24. Oktober 2018 ausgetragen.
|            | Gesamt |                 | Hinspiel | Rückspiel |
| ---------- | ------ | --------------- | -------- | --------- |
| FC Enyimba | 1:3    | Raja Casablanca | 0:1      | 1:2       |
| al-Masry   | 0:4    | AS Vita Club    | 0:0      | 0:4       |

### Finale

#### Hinspiel
| Raja Casablanca                                    | Raja Casablanca | AS Vita Club | AS Vita Club | Aufstellung                                    |
| -------------------------------------------------- | --- | --- | ------------ | ---------------------------------------------- |
| Raja Casablanca                                    | \| 25. November 2018 in Casablanca (Stade Mohammed V) \| \| Ergebnis: 3:0 (0:0) \| \| Schiedsrichter: Maguette N’Diaye ( Senegal) \| | \| 25. November 2018 in Casablanca (Stade Mohammed V) \| \| Ergebnis: 3:0 (0:0) \| \| Schiedsrichter: Maguette N’Diaye ( Senegal) \| | AS Vita Club | Aufstellung Raja Casablanca gegen AS Vita Club |
| Raja Casablanca                                    | Anas Zniti – Abderrahim Achchakir, Badr Banoun (90.+2' Saad Lakohal), Sanad Al Ouarfali – Omar Boutayeb – Ibrahima Niasse, Lema Mabidi (84. Mohamed Douik) – Mahmoud Benhalib, Abdelilah Hafidi, Zakaria Hadraf – Soufiane Rahimi (76. Mouhcine Iajour) Cheftrainer: Juan Carlos Garrido ( Spanien) | Nelson Lukong – Djuma Shabani, Kupa Makwekwe, Yannick Bangala Litombo, Ngonda Muzinga – Mukoko Tonombe, Nelson Munganga – Chadrack Lukombe (73. Botuli Bompunga), Luamba Ngoma, Mukoko Batezadio – Jean-Marc Makusu Mundele (24. Emomo Eddy Ngoyi) Cheftrainer: Florent Ibengé | AS Vita Club | Aufstellung Raja Casablanca gegen AS Vita Club |
| Raja Casablanca                                    | 1:0 Rahimi (47.) 2:0 Rahimi (61.) 3:0 Benhalib (66., Foulelfmeter) | | AS Vita Club | Aufstellung Raja Casablanca gegen AS Vita Club |
| Raja Casablanca                                    | Rahimi (44.) | Litombo (25.), Tonombe (32.), Muzinga (57.) | AS Vita Club | Aufstellung Raja Casablanca gegen AS Vita Club |
| Raja Casablanca                                    | Litombo (64.) | | AS Vita Club | Aufstellung Raja Casablanca gegen AS Vita Club |
| 25. November 2018 in Casablanca (Stade Mohammed V) | | |              |                                                |
| Ergebnis: 3:0 (0:0)                                | | |              |                                                |
| Schiedsrichter: Maguette N’Diaye ( Senegal)        | | |              |                                                |

#### Rückspiel
| AS Vita Club                                     | AS Vita Club | Raja Casablanca | Raja Casablanca |
| ------------------------------------------------ | --- | --- | --------------- |
| AS Vita Club                                     | \| 2. Dezember 2018 in Kinshasa (Stade des Martyrs) \| \| Ergebnis: 3:1 (1:1) \| \| Schiedsrichter: Victor Gomes ( Südafrika) \| | \| 2. Dezember 2018 in Kinshasa (Stade des Martyrs) \| \| Ergebnis: 3:1 (1:1) \| \| Schiedsrichter: Victor Gomes ( Südafrika) \| | Raja Casablanca |
| AS Vita Club                                     | Nelson Lukong – Djuma Shabani, Kupa Makwekwe, Botuli Bompunga, Ngonda Muzinga – Emomo Eddy Ngoyi (83. Ernest Luzolo), Nelson Munganga , Luamba Ngoma – Ducapel Moloko (59. Chadrack Lukombe), Emmanuel Ngudikama (46. Mukoko Batezadio), Jean-Marc Makusu Mundele Cheftrainer: Florent Ibengé | Anas Zniti – Abderrahim Achchakir, Badr Banoun , Sanad Al Ouarfali, Omar Boutayeb – Ibrahima Niasse, Lema Mabidi (87. Mohamed Oulhaj) – Mahmoud Benhalib, Abdelilah Hafidi (31. Mohamed Douik), Zakaria Hadraf (78. Hassan Bouain) – Soufiane Rahimi Cheftrainer: Juan Carlos Garrido ( Spanien) | Raja Casablanca |
| AS Vita Club                                     | 1:1 Makusu Mundele (45.+4') 2:1 Batezadio (71.) 3:1 Ngoma (74.) | 0:1 Hafidi (21.) | Raja Casablanca |
| AS Vita Club                                     | Ngoyi (38.), Munganga (45.+1') | Rahimi (88.) | Raja Casablanca |
| 2. Dezember 2018 in Kinshasa (Stade des Martyrs) | | |                 |
| Ergebnis: 3:1 (1:1)                              | | |                 |
| Schiedsrichter: Victor Gomes ( Südafrika)        | | |                 |